# Поткомандант Маркос
Рафаел Себастијан Гиљен Висенте (шп. Rafael Sebastián Guillén Vicente; Тампико, 19. јун 1957), познат под псеудиномом Поткомандант Маркос (шп. Subcomandante Marcos), бивши је вођа индијанске милитантно-герилске левичарске организације Запатистичке војске националног ослобођења (EZLN), у мексичкој савезној држави Чијапас.
Пре доласка у Чијапас био је универзитетски професор, а његово вођство овом побуњеничком организацијом учинило га је светском побуњеничком иконом, а такође је постао широко читани аутор, не само политичких списа, већ и романа и поезије.